# Социал-демократическая партия «Адолат»
Социа́л-демократи́ческая па́ртия Узбекиста́на «Адола́т» (узб. Oʻzbekiston “Adolat” sotsial-demokratik partiyasi) — политическая партия Узбекистана. Одна из пяти официально зарегистрированных в стране партий. Представлена в Законодательной палате Олий Мажлиса.
Партия «Адолат» была образована 18 февраля 1995 года. По состоянию на 1 сентября 2014 года в её рядах зарегистрировано 102 000 членов и 3200 первичных партийных организаций.

## История
В ноябре 1994 года в своём интервью Радио «Свобода», бывший вице-президент Узбекистана Шукурулла Мирсаидов, отстранённый от всех должностей с 1993 года, заявил о создании оппозиционной партии «Адолат» («Справедливость»), а также о разработке устава и программы партии со своими соратниками. В конце 1994 года и в начале 1995 года сторонники Мирсаидова приступили к созданию региональных организаций и ячеек партии. Новости о создании оппозиционной к правящей Народно-демократической партии Узбекистана (поддерживаемая президентом Исламом Каримовым) вызвали обеспокоенность у руководства Узбекистана и лично Ислама Каримова, который заявил что ему и так хватает проблем с «Эрком» с «Бирликом», и в спешном порядке призвал влиться в новую партию сторонников действующих властей. Избранные в ходе парламентских выборов 1994/1995 44 депутатов из 250 спешно выдвинули идею образования новой политической партии как альтернитива уже существующим официально зарегистрированным Народно-демократической партии Узбекистана и партии «Ватан тараккиёти». 
18 февраля 1995 года в Ташкенте состоялся первый, учредительный пленум (съезд) партии, и партия официально получила название Социал-демократическая партия «Адолат», приняла свой устав и программу, выбрал себе девиз — Сила в справедливости! (узб. Kuch adolatda!), а также объявил о создании узбекоязычной партийной газеты «Адолат», которая начала выходить на свет с 22 февраля 1995 года. Основными целями партии были обозначены укрепление независимости Узбекистана и создание демократического социально-ориентированного правового государства и справедливого гражданского общества. Высшим органом партии провозглашается Курултай, управляющим органом — Политический совет, пленарные заседания которого должны проводиться не менее двух раз в год. Первым секретарём политического совета партии (лидером партии) был избран Анвар Джурабоев, но фактическим лидером партии являлся опальный политик Шукурулла Мирсаидов. В тот же день партия была официально зарегистрирована в Министерстве юстиции Республики Узбекистан. Политологи и специалисты отмечали, что появление третьей в то время официально зарегистрированной партии немного улучшил имидж режима Ислама Каримова, и руководство Узбекистана как бы показывало, что у них есть (кроме уже зарегистрированной партии «Ватан тараккиёти») официально зарегистрированная оппозиционная партия, взамен лишенных этого статуса демократической партии «Эрк» и народного движения «Бирлик». Также множество специалистов отмечали, что руководство Узбекистана буквально перехватило идею создания партии «Адолат» с социально-демократической идеологией, не дав появления еще одной по-настоящему независимой и неподконтрольной оппозиционной политической силы. В первый год существования партии, ее членами стали три тысячи человек.
В год основания в партию вступают 3 000 человек, в тот же год, практически во всех регионах Узбекистана, открываются местные городские и районные советы партии.
В октябре 1996 года Шукурулла Мирсаидов возглавил «Координационный центр оппозиционных сил Узбекистана», куда вошли оппозиционные демократическая партия «Эрк», народное движение «Бирлик», Союз свободной молодёжи Узбекистана и некоторые другие организации.
8 ноября 1996 года в ходе внеочередного пленума партии, новым официальным лидером партии «Адолат» был избран Тургунпулат Даминов.
В 1997 году в ходе второго съезда Общества прав человека Узбекистана в Ташкенте Шукурулла Мирсаидов официально с трибуны заявил, что членами партии стали около 15 тысяч человек и косвенно подтвердил свое фактическое лидерство над партией.
К 1999 году число членов партии достигает 40 000 человек. На втором Курултае утверждается программа участия партии в парламентских выборах 1999 года и определяются кандидаты в депутаты. Одновременно, укрепляются позиции партии на международной арене, подписано соглашение о взаимном сотрудничестве с немецкими фондами Фридриха Эберта и Конрада Аденауэра. Политический совет партии проводит встречи с послами Германии, Швейцарии и России, членами Конгресса США, представителями партии Индийский национальный конгресс, ОБСЕ, членами избирательных комиссий России, Украины и Белоруссии.
В 2000—2004 годах активизируется работа партии с женским электоратом, учреждается Женский совет партии. В 2003 году при Политическом совете создаётся Молодёжный совет партии. Партия принимает участие в парламентских выборах 2004—2005 годов. В 2005 году на очередном пленуме Политического совета первым секретарём избирается Дилярам Ташмухамедова, глава парламентской фракции партии в Законодательной палате Олий Мажлиса. Она стала первым лидером-женщиной политической партии в истории Узбекистана. В первом квартале того же года партией «Адолат», совместно с УзЛиДеП и партией «Фидокорлар» образуют «блок демократических сил».
3 ноября 2007 года состоялся четвёртый Курултай партии, на котором принимается решение об участии в предстоящих президентских выборах, кандидатом в Президенты выдвинута Председатель Политического совета Д. Ташмухамедова. В 2008 году Д. Ташмухамедова объявляет о временной приостановке своего членства в партии. 27 сентября 2008 года на VIII пленуме Политического совета партии Председателем был избран И. Саифназаров. Партия принимает участие в парламентских выборах 2009—2010 годов.. 
7 июня 2013 года на IX пленуме Политического совета партии Председателем избирается Н. Умаров. Партия принимает участие в парламентских выборах 2014—2015 годов и президентских выборах 2015 года. По состоянию на 1 сентября 2014 года в рядах партии зарегистрировано 102 000 членов и 3200 первичных партийных организаций.
23 октября 2020 года Председателем политического совета Социал-демократической партии Узбекистана «Адолат» избран Бахром Абдурахимович Абдухалимов.

## Политическая деятельность
Основные актуальные задачи партии «Адолат» были сформулированы в предвыборной программе партии на парламентских выборах 2014—2015 годов: создание справедливого гражданского общества и правового демократического государства, с развитой социальной и экономической сферой; обеспечение прав и законных интересов граждан, увеличение открытости государственных органов. В своей работе партия делает ставку на творческую и техническую интеллигенцию. 
В своей законотворческой деятельности, партия инициирует и поддерживает принятие законов, которые направлены на защиту прав и свобод граждан и реформирование судебной системы с целью обеспечения усиления независимости судебной власти; прозрачности судебной деятельности; равенства всех сторон судебного процесса. Партия добивается усиления депутатского контроля за деятельностью государственных органов всех уровней; соблюдения равных прав и законных интересов женщин, усиление их политической и общественной активности. 
Основная деятельность партии направлена на повышение политической активности населения в построении гражданского общества, в основу которого положено социально-ориентированная рыночная экономика и государственном управлении через представительные органы; повышение политической культуры граждан, продвижение интересов электората партии и доведение партийной точки зрения по основным государственным вопросам до широкой общественности и государственных органов всех уровней; увеличение присутствия партии в представительных и исполнительных органах государственной власти.

## Участие в выборах

### Парламентские выборы 1994—1995 годов
Первые в истории независимого Узбекистана выборы в однопалатный парламент Олий Мажлис были проведены в три тура, соответственно 25 декабря 1994 года и 8 и 22 января 1995 года. По итогам выборов, проводившихся на многопартийной основе, в парламент прошли 250 депутатов. 18 февраля 1995 года инициативная группа, состоявшая из 44 депутатов Олий Мажлиса, приняла решение об образовании новой политической партии — «Адолат». Окончательно сформировавшаяся парламентская фракция СДПУ «Адолат» в однопалатном Олий Мажлисе первого созыва состояла из 47 депутатов.

### Парламентские выборы 1999 года
Парламентские выборы в однопалатный Олий Мажлис второго созыва проходили 27 декабря 1999 года. В выборах приняли участие пять партий, а также кандидаты, выдвинутые представительными органами власти и независимые кандидаты. По результатам голосования, СДПУ «Адолат» получила 11 из 250 мест в парламенте.

### Парламентские выборы 2004—2005 годов
Первые в истории Узбекистана выборы в законодательную палату, образованного после конституционной реформы, двухпалатного Олий Мажлиса проходили в два тура — 26 декабря 2004 года и 9 января 2005 года. В выборах принимали участие кандидаты в депутаты от пяти политических партий и независимые кандидаты. По итогам выборов в Законодательную палату Олий Мажлиса партия «Адолат» получила 10 мест из 120. Ещё два места представители партии получили в Сенате.

### Парламентские выборы 2009—2010 годов
Выборы в законодательную палату двухпалатного Олий Мажлиса второго созыва проходили в два тура 27 декабря 2009 года и 10 января 2010 года. В выборах принимали участие кандидаты в депутаты от четырёх политических партий, боровшихся за 135 депутатских мест, ещё 15 мест в парламенте получили кандидаты от Экологического движения Узбекистана. По итогам всенародного голосования партия «Адолат» получила 19 мандатов.

### Парламентские выборы 2014—2015 годов
Выборы в законодательную палату Олий Мажлиса третьего созыва, также, проходили в два тура — первый тур состоялся 25 декабря 2005 года, второй тур — 4 января 2015 года. В выборах приняли участие четыре политические партии, получившие 135 депутатских мандатов, ещё 15 мест в парламенте достались кандидатам от Экологического движения Узбекистана. По итогам голосования партия «Адолат» получила 20 мест.

### Президентские выборы 2007 года
СДПУ «Адолат» принимала участие в президентских выборах 2007 года. Кандидатом в Президенты от партии была выдвинута Диларом Гафурджановна Ташмухамедова, Председатель Политического совета партии, глава фракции партии в Законодательной палате Олий Мажлиса. На выборах, которые состоялись 23 декабря 2007 года, кандидат от партии «Адолат» занял 3 место, получив 434 111 голосов избирателей.

### Президентские выборы 2015 года
На президентских выборах 2015 года кандидатом в Президенты от партии «Адолат» был выдвинут Нариман Маджитович Умаров, Председатель Политического совета партии. Выборы прошли 29 марта 2015 года, кандидат от партии «Адолат» занял 4 место, получив 389 024 голоса избирателей.

## Результаты на выборах
| Выборы | Мандаты   |
| ------ | --------- |
| 1999   | 11 из 250 |
| 2004   | 10 из 120 |
| 2009   | 19 из 150 |
| 2014   | 20 из 150 |
| 2019   | 24 из 150 |

## Выборы президента
| Год  | Кандидат от партии     | %    |
| ---- | ---------------------- | ---- |
| 2007 | Дилором Тошмухаммедова | 3,03 |
| 2015 | Нариман Умаров         | 2,05 |
| 2016 | Нариман Умаров         | 3,46 |
| 2021 | Бахром Абдухалимов     | 3,40 |

### Участие в региональных выборах
- На выборах 1999 года от партии «Адолат» было избрано 60 депутатов в местные советы всех уровней.
- На выборах 2004—2005 годов от партии «Адолат» было избрано 169 депутатов районных и городских Кенгашей.
- На выборах 2009—2010 годов от партии «Адолат» был избран 431 депутат областных, районных и городских Кенгашей.
- На выборах 2014—2015 годов от партии «Адолат» был избран 841 депутат, из них 108 депутатов областных и 733 депутата районных и городских Кенгашей. По итогам выборов было сформировано 85 депутатских групп от партии «Адолат» в Кенгашах всех уровней[3].

## Участие в парламентских блоках
Парламентская фракция партии «Адолат» в Законодательной палате Олий Мажлиса первого созыва, в феврале 2005 года, совместно с УзЛиДеП и партией «Фидокорлар» образовали «блок демократических сил». Объединение политических партий производилось с целью получения парламентского большинства для влияния на принятие ключевых законодательных проектов. После объединения партий «Фидокорлар» и «Миллий тикланиш» и присоединения вновь образованной объединённой партии к «демократическому блоку», в парламентской оппозиции осталась только партия НДПУ.
В Законодательной палате Олий Мажлиса третьего созыва фракция партии «Адолат» 16 марта 2015 года объявила о выходе из «блока демократических сил» и переходе в парламентскую оппозицию. Причиной такого решения были указаны разногласия в социальных и политических программах партий, входящих в блок.

## Критика партии
Партия в целом поддерживает политику президента страны. Является системной, конструктивной оппозицией. По мнению критиков, партия  лишь используется для создания иллюзии многопартийных выборов.